# BDeh 2/4 21 à 26 BVB
 (août 2024).
 (août 2024).
Si vous disposez d'ouvrages ou d'articles de référence ou si vous connaissez des sites web de qualité traitant du thème abordé ici, merci de compléter l'article en donnant les références utiles à sa vérifiabilité et en les liant à la section « Notes et références ».

Les BDeh 2/4 21 à 26 du chemin de fer du BVB (Bex-Villars-Bretaye) appartenant actuellement aux TPC (transports public du chablais) sont des automotrices suisses construites par SLM pour la partie mécanique et l’entreprise MFO pour la partie électrique. Le BVB reçut les quatre premiers exemplaires de BDeh 2/4 entre 1940 et 1941, les quatre machines furent numérotées 91 à 94. Entre 1944 et 1945 le chemin de fer Bex-Villars-Bretaye reçoit sa deuxième série de BDeh 2/4, cette fois-ci cette dernière compte deux automotrices qui furent numérotées 95 à 96. Les deux séries livrées furent surnomées « flèche ». À leur livraison les deux séries de machines étaient en fait des CFeh 2/4, car elles possédaient un espace troisième pour accueillir leurs passagers. C’est seulement en 1954 que les six machines seront renumérotées BDeh 2/4.
« B » signifiant deuxième classe
« D » signifiant espace fourgon
« e » signifiant alimentation électrique via une caténaire
« h » signifiant fonctionnement possible en crémaillère
Leur numéro changera également en 1954, elles passeront de CFeh 2/4 91 à 96 à BDeh 2/4 21 à 26. Ces dernières possèdent un total de 40 places assises. La masse des automotrices 21 à 24 est égale à 19 t tandis que celle des 25 et 26 est égale à 19,6 t. Les BDeh 2/4 du BVB possèdent deux moteurs de 120 chevaux chacun. Elles peuvent atteindre une vitesse maximum de 35 km/h en adhérence (sans crémaillère) et un maximum de 15 km/h en fonctionnement à crémaillère. Les automotrices BDeh 2/4 possèdent 4 types de freins :
• Le frein à main sur les roues dentées motrices
• le frein à main + automatique sur la transmission + dispositif anti-recul à cliquets.
• le frein à air non automatique (utilisable en adhérence uniquement)
• le frein rhéostatique,

## État actuel des différentes automotrices
| automotrice | no | surnom        | image du véhicule                    | état                                                            | transformation |
| ----------- | -- | ------------- | ------------------------------------ | --------------------------------------------------------------- | --- |
| BDeh 2/4    | 21 | "la friteuse" | Il manque la photo de la BDeh 2/4 21 | démolie en 2000, en raison d'un accident                        | - |
| BDeh 2/4    | 22 | -             | Il manque la photo de la BDeh 2/4 22 | mise hors-service en 2003, démolie en avril 2024                | - |
| BDeh 2/4    | 23 | -             | Il manque la photo de la BDeh 2/4 23 | démolie en 2013                                                 | - |
| BDeh 2/4    | 24 | -             |                                      | mise hors-service en 2016, démolie en juin 2024                 | - |
| BDeh 2/4    | 25 | "grand-maman" |                                      | EN SERVICE (trains de marchandises et manoeuvres principalement | - |
| Xeh 2/4     | 26 | -             | Il manque la photo de la Xeh 2/4 26  | mise hors-service en 2024, démolie en août 2024                 | BDeh 2/4 26 transformée en Xeh 2/4 26 pour le service infrastructure du BVB ainsi que pour le dégivrage de la ligne électrique |

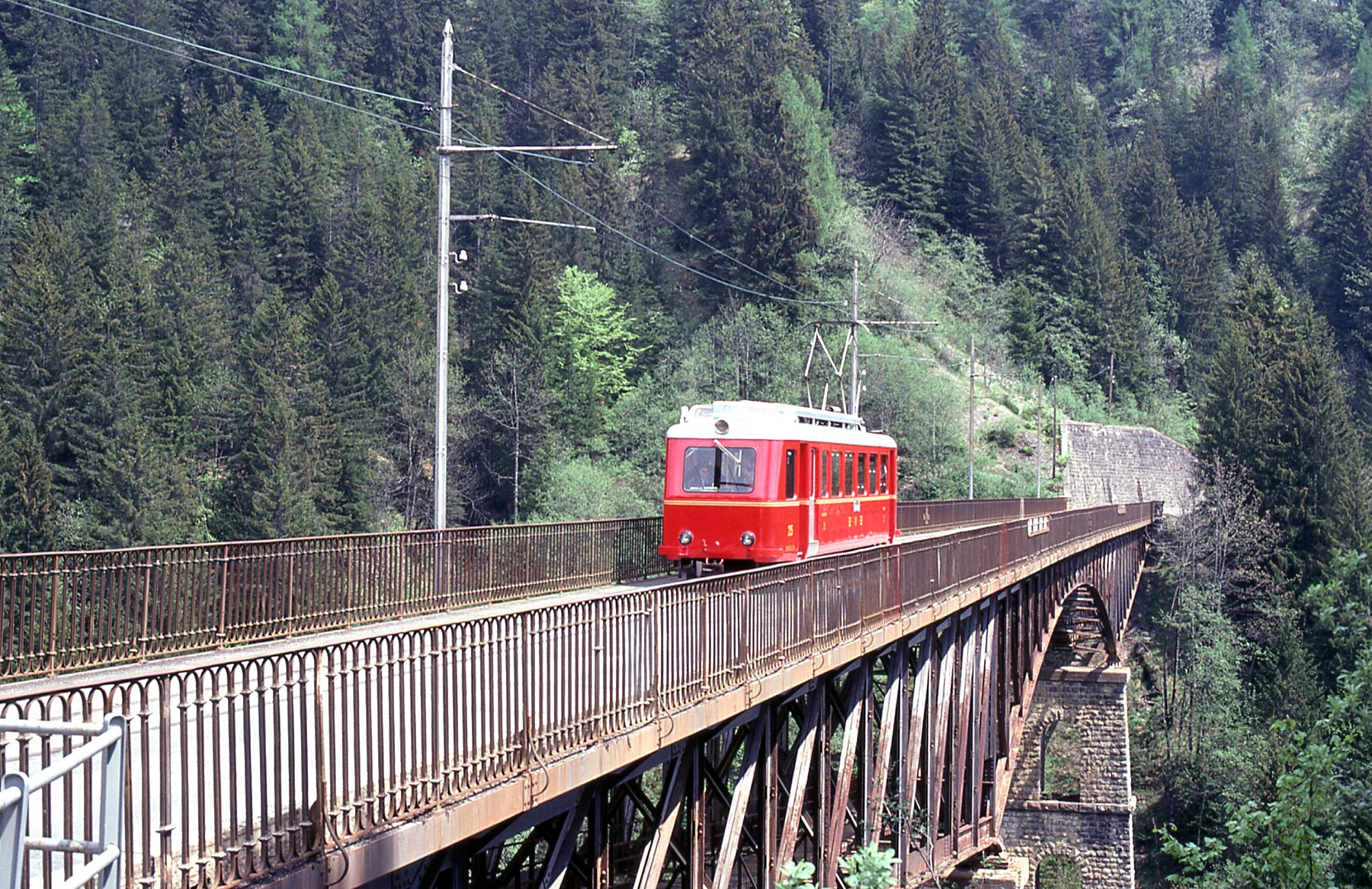
La BDeh 2/4 25 dans sa livrée d'origine

A l'occasion des 125 ans du BVB la BDeh 2/4 25 a retrouvé sa livrée rouge d'origine.

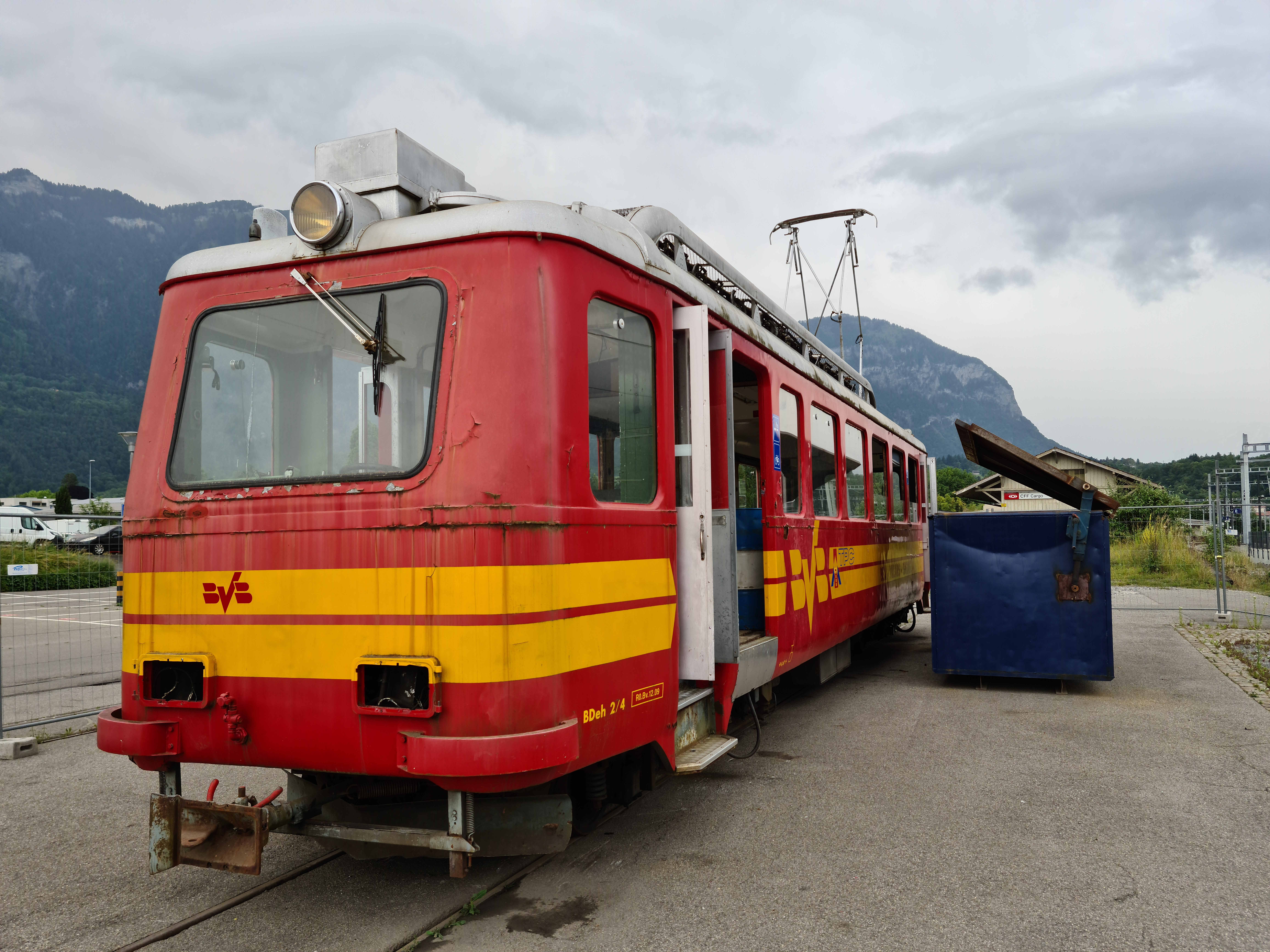
La Flèche no 24 en démolition au bout de la gare de Bex en juin 2024